# Карачевський Осип
Карачевський Осип Іванович (псевдо: — «Свобода», «Юзик»;  6 березня 1905, с. Держів, нині Миколаївського району — 1944, Гіссен, Третій Райх) — діяч ОУН, член командного штабу Карпатської Січі, керівник старшинської школи ОУН в Турковичах на Холмщині.

## Дитинство. Юність

Осип Карачевський в пластовому однострою

Народився 6 березня 1905 у селі Держів (нині Миколаївського району Львівської області, Україна, тоді Жидачівський повіт, Королівство Галичини та Володимирії, Австро-Угорщина). Член Пласту — 5 курінь ім.кн. Ярослава Осмомисла (Стрий), 2 курінь УСП Загін «Червона Калина».

## Початок політичної діяльності
На спротив польській окупаційній політиці на Західній Україні масово виникають молодіжні організації — Група української державницької молоді на чолі зі Степаном Охримовичем, Юліаном Вассияном, Іваном Ґабрусевичем, Богданом Кравцівим та Організація вищих клясів українських гімназій. У Стрию її очолювали Степан Бандера, Олекса Гасин, Степан Новицький, Осип Карачевський і Дмитро Яців. У 1926 вони об'єдналися у Союз української націоналістичної молоді. Згодом Карачевський став членом ОУН.
Служив у польській армії в ранзі поручника.

## Карпатська Січ (березень 1939)
У 1939 році член командного штабу Карпатської Січі, командир сотні, яка воювала проти угорської армії біля села Горбок (колишня назва Шаркадь) Іршавського району. Головнокомандувач національної оборони Карпатської України Сергій Єфремов описав бій загону під керівництвом Осипа Кричевського у своїх спогадах: 
| Мадяри вже встигли зайняти село Шаркодь, але січовики, які спочатку відступили, потім несподівано заатакували мадярів у Шаркоді, розбили їхній відділ - коло 30 вояків, та взяли до полону трьох здорових і чотирьох ранених гонведів та два вози, навантажені бойовим вирядом і зброєю. Операціями керує поручник Осип Свобода(Карачевський)[2] |

## Військові Відділи Націоналістів(літо 1939) і Польська кампанія (1939)
В липні 1939 року групу колишніх вояків Карпатської Січі, яких за сприяння німецької сторони було звільнено з угорського табору в Ньїредьгазі, перевели до казарм навчально-тренувального табору «Кріпенау», який розміщувався у Дахштайнських горах та був замаскований під курси спортивних тренувань для гірських фермерів. 5 липня у таборі під керівництвом Василя Мізерного, Осипа Карачевського, Івана Стебельського, Павла Сосновського, Івана Свистуна, Романа Лебедовича та Якова Маковецького розпочалися військові виправи.
.
Наприкінці серпня 1939 року у місті Брук-на-Ляйті відбулося остаточне оформлення структури Військових відділів націоналістів (ВВН), відомих також, як Легіон Сушка, від прізвища командира Романа Сушка. Легіон було розділено на два курені (батальйони), які складалися з 2 сотень (рот), котрі поділялися на 2 чоти (взводи), до складу яких у свою чергу входило по 2 рої (відділення) та чотири ланки: розвідувальна, саперна (піонерська), зв'язку та санітарна. Особовий склад рою налічував 13 вояків, а кожна ланка — 5 (санітарна — 2). Таким чином чота складалася з 56 стрільців, поручника-чотового та його заступника, на озброєнні чоти було 47 гвинтівок, 3 кулемети, по дві гранати, 56 револьверів калібру 9 мм та 6 автоматів. Крім того у складі Легіону було організовано загін велосипедистів.
Командиром першого куреня став Осип Карачевський, командиром другого — поручник Євген Гутович («Норим»). Командирами інших підрозділів стали колишні старшини Карпатської Січі, колишні діячі УВО та члени Військової референтури ОУН в Галичині: Іван Кедюлич (командир 1-ї чоти першої сотні куреня Карачевського), поручник Щуровський (командир 2-ї чоти), Тарас Станько (командир 4-ї чоти).
На початку війни легіон вирушив з німецькою армією через Словаччину на Польщу. Коли німці віддали Галичину СССР згідно з пактом Молотова — Ріббентропа, німецька армія відійшла за річку Сян, «Свободі» було доручено ліквідувати залишки польської армії, яка пробивалася через Лемківщину на Словаччину. Згодом легіон перейшов до Криниці і частково до Закопаного, де їх в грудні 1939 року було роззброєно і демобілізовано. Не сповнилися тоді мрії Осипа на чолі українських військових відділів вмарширувати до Львова.

## Друга світова війна
З 10 березня 1940 — керівник відділу військового навчання повстанського штабу ОУН, керівник старшинської школи ОУН в Турковичах на Холмщині (осінь 1940), викладач на старшинських курсах ОУН у Кракові (1940—1941).
| «Після розвалу Польщі в 1939 – 41 рр. в Кракові зібралася велика кількість прохідних членів ОУН. Багато з них займали в Організації високі пости, але вони прагнули поглибити свої військові знання. Так постала старшинська школа ім. Полк. Є. Коновальця, курсанти якої були писані як стрільці протипольського леґіону. Це робилося з конспіративних причин, комендантом школи був сотник Сулятицький, а його заступником - поручник Олександр Кузьмінський. До викладачів належали: поручник Осип Карачевський-«Свобода» пізніше загинув у концентраційному таборі Авшвіц (Осьвєнцім)-викладав внутрішню службу і впоряд, професор Тесля теренознавство і картографію, поручник Василь Сидор-«Кравс» (пізніше відомий як полковник УПА Шелест) – зв’язок, хорунжий Адріянович – мінування, хімічну зброю, хорунжий Брилевський (згодом знаний як сотник УПА під псевдом «Босий» та курсант Дмитро Мирон-«Орлик» займався ідеологічним вишколом: курсантами були: Д.Мирон-«Орлик», Іван Климів-«Легенда», Микола Климишин, Микола Арсенич-«Михайло», Василь Кук, Ярослав Старух, Роман Кравчук-«Степовий», Василь Зелений, Осип Безпалко, Олександр Луцький, Василь Охримович, Олександр Масляник, Ярослав Рак... В 1940-1941 р. старанням Революційної ОУН видано цілий ряд військових підручників, бо їх брак відчувався досить гостро. Авторами цих підручників були: Сидор-«Кравс» - «Зв’язок», Сонар - «Внутрішня служба», О.Кузьмінський – «Польова служба», О.Карачевський – «Свобода»- «Партизанка». |
Петро Дужий згадував про Карачевського:

| Мені довелося познайомитися з О.Карачевським в 1940 році на Холмщині (в Томашеві), в тому році з наказу ОУН на так званому Закерзонні (Холмщина, Лемківщина, Підляшшя і Засяння) по більших чи менших центрах проходили військові вишколи. Приходили майже всі члени ОУН, навіть люди з певними дефектами. На закінчення військового курсу в Томашів прибув О.Карачевський. Це була людина невисока на зріст, дуже активна, динамічна. Саме Карачевський дуже докладно екзаменував усіх курсантів. Ступенів не назначали, але випускники були приріняні до офіцерських ранґ. У той час Карачевський належав до Військового штабу ОУН. Вищими за нього були Шухевич, Грицай, Гасин |
Після організації Міністерством оборони УДП в липні 1941 двох військових шкіл, очолив підстаршинську школу в Поморянах. Працівник військової референтури Проводу ОУН. Автор підручника «Партизанка».
Заарештований німцями і ув'язнений в концтабір Аушвіц, де і загинув в кінці 1944 чи на початку 1945 року.